# جون فيليب كيمبل
جون فيليب كيمبل (بالإنجليزية: John Philip Kemble)‏ ممثل إنجليزي (1 فبراير 1757 - 26 فبراير 1823) ولد لعائلة كيمبل الفنية المسرحية وهو الابن الأكبر لروجر كمبل ، الذي كان مدير إحدى فرق المسرح. حققت شقيقته الكبرى سارة الشهرة على خشبة المسرح الملكي . كما حظي أشقاؤه الآخرون ، تشارلز كيمبل ، وستيفن كيمبل ، وآن هاتون ، وإليزابيث ويتلوك ، بالنجاح على المسرح.

## روابط خارجية
- جون فيليب كيمبل على موقع الموسوعة البريطانية (الإنجليزية)